# Party Hard 2
Party Hard 2 — компьютерная игра в жанре тактической стратегии в реальном времени и стелс-экшена, разработанная Pinokl Games и изданная tinyBuild.
Вышла 25 октября 2018 года на персональных компьютерах на площадке Steam как продолжение игры Party Hard. В честь пятилетней годовщины выпуска оригинальной Party Hard, разработчики сообщили, что выпустят Party Hard 2 на PlayStation 4, Xbox One и Nintendo Switch 8 августа 2020.

## Игровой процесс
Игра состоит из 14 уровней, в каждом из которых необходимо выполнить одну или несколько задач. Местонахождение различных предметов генерируется случайным образом, что позволяет перепроходить один и тот же уровень по несколько раз. В игре имеется мультиплеер.

## Оценки
| Сводный рейтинг | Сводный рейтинг           |
| Агрегатор       | Оценка                    |
| --------------- | ------------------------- |
| Metacritic      | (ПК) 74/100 (XONE) 66/100 |

Игра получила «смешанные» отзывы, согласно сайту агрегации отзывов Metacritic.